# Forcipomyia spilmani
Forcipomyia spilmani är en tvåvingeart som beskrevs av Meillon och Wirth 1980. Forcipomyia spilmani ingår i släktet Forcipomyia och familjen svidknott.
Artens utbredningsområde är Dominica. Inga underarter finns listade i Catalogue of Life.